# Bill Payne
Bill Payne (* 12. března 1949 Waco, Texas USA) je americký rockový klávesista a zpěvák. V roce 1969 spolu s Lowell Georgem, Richie Haywardem a Royen Estradou založil skupinu Little Feat. Poslední jmenovaný ze skupiny v roce 1972 odešel a později se zde prostřídalo více hudebníků. Rozpadla se v roce 1979 po Georgeově smrti. O osm let později byla obnovena a od roku 2010, kdy zemřel Hayward, je Payne jejím jediným členem, který v ní rhaje po celou dobu existence. Mimo to v roce 2005 vydal sólové album Cielo Norte, v roce 1973 hrál na albu Paris 1919 Johna Calea a v roce 1987 na A Momentary Lapse of Reason skupiny Pink Floyd.